# 2013年吉林徳恵鶏肉加工工場火災
2013年吉林徳恵鶏肉加工工場火災（にせんじゅうさんねんきつりんとくけいけいにくかこうこうじょうかさい）は、2013年6月3日に中華人民共和国・吉林省長春市徳恵市米沙子鎮の“吉林宝源豊禽業会社”の鶏肉加工工場で発生した重大な火災。

## 経過
同日午前6時過ぎ、従業員300人が勤めていた鶏肉加工工場で、突然爆音が響いた後、黒煙が上がった。
工場内には水が多く、多数の犠牲者が感電死したという。また、爆発で有毒ガスが発生し、救助作業が難航したので、多くの従業員が逃げ遅れて、有毒ガスを吸い込んだ。
プレハブ造りの工場は内部構造が複雑である上、出入り口も狭かった。発生時、工場の門が施錠されていたが、約100人が脱出した。

## 結果
少なくとも従業員121人が死亡し、70人余りが負傷した。

## 政府の反応
李克強国務院総理は救援活動の状況を細部まで調査し、次の段階の救援措置を検討し、責任者を法と規定に基づいて厳しく処罰するよう求めた。

## 調査
警察と消防当局の調べによると、漏れ出した液化アンモニアに火花が引火したのが、爆発の原因とみられる。